# Bull (Enter Shikari)
Bull è un singolo del gruppo musicale britannico Enter Shikari in collaborazione con la cantante britannica Cody Frost, pubblicato il 16 novembre 2022.

## Descrizione
Come il precedente singolo collaborativo The Void Stares Back, il singolo è stato annunciato da prima con delle foto, pubblicate sui profili dei principali social network, insieme all'artista ospite, in questo caso la cantante electropunk britannica Cody Frost; in particolare, è stata da prima pubblicata, l'8 novembre 2022, una foto del cantante Rou Reynolds con l'artista, e successivamente un'altra foto con quest'ultima e la band al completo seduti a un tavolo da cucina.
Cody Frost ha dichiarato di essere una fan del gruppo sin da quando aveva 15 anni, e che è rimasta piacevolmente sorpresa quando il chitarrista Rory Clewlow l'ha contattata per proporle una collaborazione, accettando immediatamente e contattando il suo produttore Dan Weller (già collaboratore degli Enter Shikari negli anni precedenti). La stessa Frost ha dichiarato che la collaborazione con gli Enter Shikari era già in programma dai primi mesi dell'anno, mentre il batterista Rob Rolfe ha commentato così la partecipazione al brano della cantante:
Parlando del testo del brano, Rou Reynolds ha detto:

## Video musicale
Nel video ufficiale per il brano diretto da Elliott Gonzo, pubblicato su YouTube il 17 novembre 2022, il gruppo e Cody Frost affrontano un uomo con la testa da toro che causa disordini all'interno di un locale.

## Tracce
Testi di Rou Reynolds e Cody Frost, musiche degli Enter Shikari e Cody Frost.
1. Bull (feat. Cody Frost) – 3:11

## Formazione
- Rou Reynolds – voce, sintetizzatore, programmazione
- Cody Frost – voce
- Rory Clewlow – chitarra, voce secondaria
- Chris Batten – basso, voce secondaria
- Rob Rolfe – batteria